# Stilpnopappus
Stilpnopappus là một chi thực vật có hoa trong họ Cúc (Asteraceae).

## Loài
Chi Stilpnopappus gồm các loài: